# アメリカ合衆国海軍長官

合衆国海軍長官旗

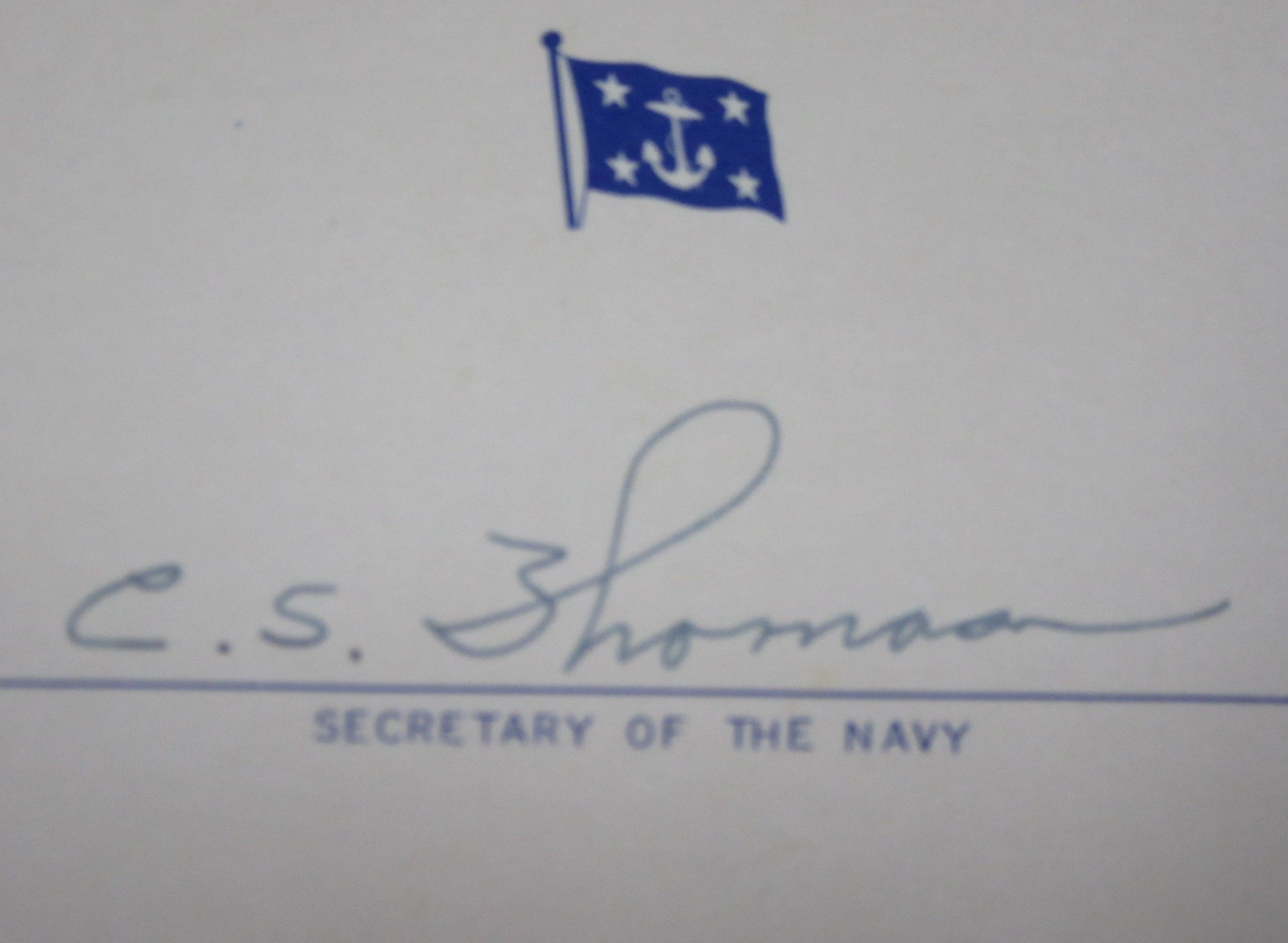
チャールズトーマス（海軍長官在籍期間1954－1957）のサイン

アメリカ合衆国海軍長官（アメリカがっしゅうこくかいぐんちょうかん、英語: Secretary of the Navy）は、海軍省のトップであり、海軍省の指揮監督を行う。1947年までは内閣の閣僚であったが、国防総省と国防長官の設置後はその指揮監督下に置かれることとなった。海軍軍人及び海兵隊員は海軍長官を非公式にSECNAV（セクナヴ）と呼ぶ。

## 職務
海軍長官は合衆国法典第10編の規定の下、大統領が指名及び上院の助言と承認（advice and consent）を受けた文民が就任する。原則として軍の将校であったものは、退役して7年以内の者は指名されない。
海軍長官は海軍省の全ての事務を指揮・監督する権限・義務を負っている。すなわち海軍省・海軍の人員を補充・組織・供給・装備・訓練・動員・復員させることができる。また海軍の艦船・施設・設備についての建造・支給・修理を監督する。

## 歴代海軍長官（内閣）
| 代 | 氏名                                           | 在任期間             | 在任期間       | 大統領                                                  |
| -- | ---------------------------------------------- | -------------------- | -------------- | ------------------------------------------------------- |
| 1  | ベンジャミン・ストッダート                     | 1798年6月18日        | 1801年3月31日  | ジョン・アダムズ                                        |
| 2  | ロバート・スミス                               | 1801年7月27日        | 1809年3月4日   | トーマス・ジェファーソン                                |
| 3  | ポール・ハミルトン                             | 1809年5月15日        | 1812年12月31日 | ジェームズ・マディソン                                  |
| 4  | ウィリアム・ジョーンズ                         | 1813年1月19日        | 1814年12月1日  | ジェームズ・マディソン                                  |
| 5  | ベンジャミン・ウィリアムズ・クラウニンシールド | 1815年1月16日        | 1818年9月30日  | ジェームズ・マディソン ジェームズ・モンロー             |
| 6  | スミス・トンプソン                             | 1819年1月1日         | 1823年8月31日  | ジェームズ・モンロー                                    |
| 7  | サミュエル・サウサード                         | 1823年9月16日        | 1829年3月4日   | ジェームズ・モンロー ジョン・クインシー・アダムズ       |
| 8  | ジョン・ブランチ                               | 1829年3月9日         | 1831年5月12日  | アンドリュー・ジャクソン                                |
| 9  | レヴィ・ウッドベリー                           | 1823年5月23日        | 1834年6月30日  | アンドリュー・ジャクソン                                |
| 10 | マーロン・ディカーソン                         | 1834年7月1日         | 1838年6月30日  | アンドリュー・ジャクソン マーティン・ヴァン・ビューレン |
| 11 | ジェイムズ・ポールディング                     | 1838年7月1日         | 1841年3月4日   | マーティン・ヴァン・ビューレン                          |
| 12 | ジョージ・バジャー                             | 1841年3月6日         | 1841年9月11日  | ウィリアム・ハリソン ジョン・タイラー                   |
| 13 | エイベル・アップシャー                         | 1841年10月11日       | 1843年7月23日  | ジョン・タイラー                                        |
| 14 | デイヴィッド・ヘンショウ                       | 1843年7月24日        | 1844年2月18日  | ジョン・タイラー                                        |
| 15 | トマス・ギルマー                               | 1844年2月19日        | 1844年2月28日  | ジョン・タイラー                                        |
| 16 | ジョン・ヤング・メイソン（1期目）              | 1844年3月26日        | 1845年3月4日   | ジョン・タイラー                                        |
| 17 | ジョージ・バンクロフト                         | 1845年3月11日        | 1846年9月9日   | ジェームズ・ポーク                                      |
| 18 | ジョン・ヤング・メイソン（2期目）              | 1846年9月10日        | 1849年3月4日   | ジェームズ・ポーク                                      |
| 19 | ウィリアム・プレストン                         | 1849年3月8日         | 1850年7月22日  | ザカリー・テイラー                                      |
| 20 | ウィリアム・アレクサンダー・グラハム           | 1850年8月2日         | 1852年7月25日  | ミラード・フィルモア                                    |
| 21 | ジョン・ペンドルトン・ケネディ                 | 1852年7月26日        | 1853年3月4日   | ミラード・フィルモア                                    |
| 22 | ジェイムズ・ドビン                             | 1853年3月8日         | 1857年3月4日   | フランクリン・ピアース                                  |
| 23 | アイザック・トウシー                           | 1857年3月7日         | 1861年3月4日   | ジェームズ・ブキャナン                                  |
| 24 | ギデオン・ウェルズ                             | 1861年3月7日         | 1869年3月4日   | エイブラハム・リンカーン アンドリュー・ジョンソン       |
| 25 | アドルフ・ボリー                               | 1869年3月9日         | 1869年6月25日  | ユリシーズ・S・グラント                                 |
| 26 | ジョージ・ロブソン                             | 1869年6月26日        | 1877年3月4日   | ユリシーズ・S・グラント                                 |
| -  | ウィリアム・ファクソン（代理）                 | 1877年3月4日         | 1877年3月4日   | ラザフォード・B・ヘイズ                                 |
| 27 | リチャード・トンプソン                         | 1877年3月13日        | 1880年12月20日 | ラザフォード・B・ヘイズ                                 |
| 28 | ネイサン・ゴフ                                 | 1881年1月7日         | 1881年3月4日   | ラザフォード・B・ヘイズ                                 |
| 29 | ウィリアム・ヘンリー・ハント                   | 1881年3月7日         | 1882年4月16日  | ジェームズ・ガーフィールド チェスター・A・アーサー      |
| 30 | ウィリアム・イートン・チャンドラー             | 1882年4月16日        | 1885年3月4日   | チェスター・A・アーサー                                 |
| 31 | ウィリアム・コリンズ・ホイットニー             | 1885年3月7日         | 1889年3月4日   | グロバー・クリーブランド                                |
| 32 | ベンジャミン・トレイシー                       | 1889年3月6日         | 1893年3月4日   | ベンジャミン・ハリソン                                  |
| 33 | ヒラリー・ハーバート                           | 1893年3月7日         | 1897年3月4日   | グロバー・クリーブランド                                |
| 34 | ジョン・デイヴィス・ロング                     | 1897年3月6日         | 1902年4月30日  | ウィリアム・マッキンリー セオドア・ルーズベルト         |
| 35 | ウィリアム・ヘンリー・ムーディ                 | 1902年5月1日         | 1904年6月30日  | セオドア・ルーズベルト                                  |
| 36 | ポール・モートン                               | 1904年7月1日         | 1905年6月30日  | セオドア・ルーズベルト                                  |
| 37 | チャールズ・ジョセフ・ボナパルト               | 1905年7月1日         | 1906年12月16日 | セオドア・ルーズベルト                                  |
| 38 | ヴィクター・メトカーフ                         | 1906年12月17日       | 1908年11月30日 | セオドア・ルーズベルト                                  |
| 39 | トルーマン・ニューベリ                         | 1908年12月1日        | 1909年3月4日   | セオドア・ルーズベルト                                  |
| 40 | ジョージ・フォン・レンガーク・マイヤー         | 1909年3月6日         | 1913年3月4日   | ウィリアム・H・タフト                                   |
| 41 | ジョセファス・ダニエルズ                       | 1913年3月5日         | 1921年3月4日   | ウッドロウ・ウィルソン                                  |
| 42 | エドウィン・デンビ                             | 1921年3月6日         | 1924年3月10日  | ウォレン・ハーディング カルビン・クーリッジ             |
| -  | セオドア・ルーズベルト・ジュニア（代理）       | 1924年3月10日        | 1924年3月19日  | カルビン・クーリッジ                                    |
| 43 | カーティス・ウィルバー                         | 1924年3月19日        | 1929年3月4日   | カルビン・クーリッジ                                    |
| 44 | チャールズ・フランシス・アダムズ               | 1929年3月5日         | 1933年3月4日   | ハーバート・フーヴァー                                  |
| 45 | クロード・スワンソン                           | 1933年3月4日         | 1939年7月7日   | フランクリン・ルーズベルト                              |
| 46 | チャールズ・エジソン                           | 1939年7月7日（代行） | 1940年1月2日   | フランクリン・ルーズベルト                              |
| 46 | チャールズ・エジソン                           | 1940年1月2日         | 1940年6月24日  | フランクリン・ルーズベルト                              |
| -  | ルイス・キャプトン（代理）                     | 1940年6月24日        | 1940年7月11日  | フランクリン・ルーズベルト                              |
| 47 | フランク・ノックス                             | 1940年7月11日        | 1944年4月28日  | フランクリン・ルーズベルト                              |
| -  | ラルフ・バード（代理）                         | 1944年4月28日        | 1944年5月19日  | フランクリン・ルーズベルト                              |
| 48 | ジェームズ・フォレスタル                       | 1944年5月19日        | 1947年9月17日  | フランクリン・ルーズベルト ハリー・S・トルーマン        |

## 歴代海軍長官（国防総省）
| 代       | 写真          | 氏名                                  | 在任期間       | 在任期間       | 大統領                                      |
| -------- | ------------- | ------------------------------------- | -------------- | -------------- | ------------------------------------------- |
| 1（49）  |               | ジョン・ローレンス・サリヴァン        | 1947年9月18日  | 1949年5月24日  | ハリー・S・トルーマン                       |
| 2（50）  |               | フランシス・マシューズ                | 1949年5月25日  | 1951年7月31日  | ハリー・S・トルーマン                       |
| 3（51）  |               | ダン・キンボール                      | 1951年7月31日  | 1953年1月20日  | ハリー・S・トルーマン                       |
| 4（52）  |               | ロバート・バーナード・アンダーソン    | 1953年2月4日   | 1954年3月3日   | ドワイト・D・アイゼンハワー                 |
| 5（53）  |               | チャールズ・トーマス                  | 1954年5月3日   | 1957年4月1日   | ドワイト・D・アイゼンハワー                 |
| 6（54）  |               | トーマス・S・ゲイツ                   | 1957年4月1日   | 1959年6月8日   | ドワイト・D・アイゼンハワー                 |
| 7（55）  |               | ウィリアム・フランケ                  | 1959年6月8日   | 1961年1月19日  | ドワイト・D・アイゼンハワー                 |
| 8（56）  |               | ジョン・コナリー                      | 1961年1月25日  | 1961年12月20日 | ジョン・F・ケネディ                         |
| 9（57）  |               | フレッド・コース                      | 1962年1月4日   | 1963年11月1日  | ジョン・F・ケネディ                         |
| -        |               | ポール・フェイ（代行）                | 1963年11月2日  | 1963年11月28日 | ジョン・F・ケネディ リンドン・ジョンソン    |
| 10（58） |               | ポール・ニッツェ                      | 1963年11月29日 | 1967年6月30日  | リンドン・ジョンソン                        |
| -        |               | チャールズ・ベアード（代行）          | 1967年7月1日   | 1967年8月31日  | リンドン・ジョンソン                        |
| 11（59） |               | ポール・イグナチウス                  | 1967年9月1日   | 1969年1月24日  | リンドン・ジョンソン                        |
| 12（60） |               | ジョン・チャフィー                    | 1969年1月31日  | 1972年5月4日   | リチャード・ニクソン                        |
| 13（61） |               | ジョン・ウォーナー                    | 1972年5月4日   | 1974年4月8日   | リチャード・ニクソン                        |
| 14（62） |               | J・ウィリアム・ミデンドーフ           | 1974年4月8日   | 1977年1月20日  | リチャード・ニクソン ジェラルド・フォード   |
| 15（63） |               | W・グラハム・クレイター               | 1977年2月14日  | 1979年8月24日  | ジミー・カーター                            |
| 16（64） |               | エドワード・ヒダルゴ                  | 1979年10月24日 | 1981年1月20日  | ジミー・カーター                            |
| 17（65） |               | ジョン・レーマン                      | 1981年2月5日   | 1987年4月10日  | ロナルド・レーガン                          |
| 18（66） |               | ジム・ウェッブ                        | 1987年5月1日   | 1988年2月23日  | ロナルド・レーガン                          |
| 19（67） |               | ウィリアム・ボール                    | 1988年3月28日  | 1989年5月15日  | ロナルド・レーガン ジョージ・H・W・ブッシュ |
| 20（68） |               | ヘンリー・ギャレット3世               | 1989年5月15日  | 1992年6月26日  | ジョージ・H・W・ブッシュ                    |
| -        |               | ダニエル・ハワード（代行）            | 1992年6月26日  | 1992年7月7日   | ジョージ・H・W・ブッシュ                    |
| 21（69） |               | ショーン・オキーフ                    | 1992年7月7日   | 1993年10月2日  | ジョージ・H・W・ブッシュ                    |
| 21（69） | 1992年10月2日 | ショーン・オキーフ                    | 1993年1月20日  |                | ジョージ・H・W・ブッシュ                    |
| -        |               | フランク・ケルソー2世提督（代行）     | 1993年1月20日  | 1993年7月21日  | ビル・クリントン                            |
| 22（70） |               | ジョン・ハワード・ダルトン            | 1993年7月22日  | 1998年11月16日 | ビル・クリントン                            |
| 23（71） |               | リチャード・ダンツィヒ                | 1998年11月16日 | 2001年1月20日  | ビル・クリントン                            |
| -        |               | ロバート・ピリー（代行）              | 2001年1月20日  | 2001年5月24日  | ジョージ・W・ブッシュ                       |
| 24（72） |               | ゴードン・イングランド                | 2001年5月24日  | 2003年1月30日  | ジョージ・W・ブッシュ                       |
| -        |               | スーザン・リヴィングストン（代行）    | 2003年1月30日  | 2003年2月7日   | ジョージ・W・ブッシュ                       |
| -        |               | ハンスフォード・ジョンソン（代行）    | 2003年2月7日   | 2003年9月30日  | ジョージ・W・ブッシュ                       |
| 25（73） |               | ゴードン・イングランド                | 2003年10月1日  | 2005年12月29日 | ジョージ・W・ブッシュ                       |
| -        |               | Dionel M. Aviles（代行）              | 2005年12月29日 | 2006年1月3日   | ジョージ・W・ブッシュ                       |
| 26（74） |               | ドナルド・ウィンター                  | 2006年1月3日   | 2009年3月13日  | ジョージ・W・ブッシュ バラク・オバマ        |
| -        |               | B・J・ペン（代行）                    | 2009年3月13日  | 2009年5月19日  | バラク・オバマ                              |
| 27（75） |               | レイ・メイバス                        | 2009年5月19日  | 2017年1月20日  | バラク・オバマ                              |
| -        |               | シーン・スタックリー（代行）          | 2017年1月20日  | 2017年8月3日   | ドナルド・トランプ                          |
| 28（76） |               | リチャード・V・スペンサー             | 2017年8月3日   | 2019年11月24日 | ドナルド・トランプ                          |
| -        |               | トーマス・モドリー（代行）            | 2019年11月24日 | 2020年4月7日   | ドナルド・トランプ                          |
| -        |               | ジェイムズ・E・マクファーソン（代行） | 2020年4月7日   | 2020年5月29日  | ドナルド・トランプ                          |
| 29（77） |               | ケネス・ブレースウェイト              | 2020年5月29日  | 2021年1月20日  | ドナルド・トランプ                          |
| -        |               | トーマス・ハーカー（代行）            | 2021年1月20日  | 2021年8月9日   | ジョー・バイデン                            |
| 30（78） |               | カルロス・デル・トロ                  | 2021年8月9日   | 2025年1月20日  | ジョー・バイデン                            |
| -        |               | テレンス・エマート（代行）            | 2025年1月20日  | 2025年3月25日  | ドナルド・トランプ                          |
| 31（79） |               | ジョン・フェラン                      | 2025年3月25日  | 現職           | ドナルド・トランプ                          |